# 紀元前93年
紀元前93年（きげんぜん93ねん）は、ローマ暦の年である。

## 他の紀年法
- 干支 : 戊子
- 日本
  - 崇神天皇5年
  - 皇紀568年
- 中国
  - 前漢 : 太始4年
- 朝鮮
  - 檀紀2241年
- 仏滅紀元 : 452年
- ユダヤ暦 : 3668年 - 3669年

## できごと

### ローマ
- 執政官 - ガイウス・ウァレリウス・フラックスとマルクス・ヘレンニウス

### ギリシア
- ローマ帝国の支援を受けたアリオバルザネス1世がカッパドキアの王となった。
- アルタクセス1世がFarnadjomを倒し、イベリアの王になった。

### アジア
- 武帝の太始時代が終わった。

## 死去
- Farnadjom：イベリアの王